# Гидатлинцы
Гидатлинцы (самоназвания: гьид) — этническая группа в Дагестане, субэтнос аварцев.

## Численность и расселение
Гидатлинцы  компактно проживают в  Шамильском районе, а именно в сёлах – Гоготль, Нижний Тогох, Геницуриб, Зиуриб, Уриб, Телетль, Гоор-Хиндах, Митлиуриб, Нижний Колоб, Мокода, Накитль, Хорода, Кахиб, Гоор, Хотода, Тидиб, Урада, Гента, Мачада, Мусрух, Ругельда, Сомода, Хонох и  Урчух. Кроме этого, гидатлинцы также живут в равнинных районах (переселившийся в середине XX века) и городах Дагестана.
По данным статистических сведений о Кавказе на 1864г., численность гидатлинцев насчитывало 3458 чел., а по переписи 1886 г. – 4222 гидатлинцев.

## История
Гидатлинцы, как и другие народы Дагестана, вошли в состав России в XIX в.

## Язык
Гидатлинцы говорят на южном диалекте аварского языка.